# Robert Bridges

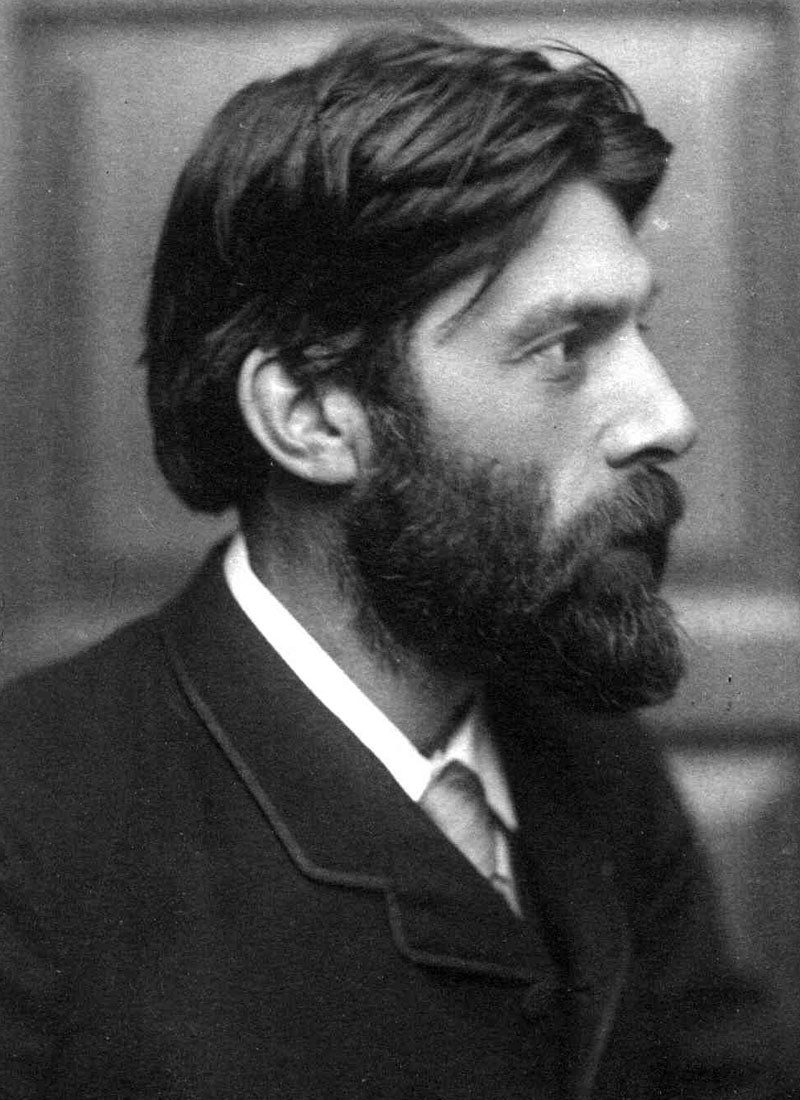
Robert Bridges

Robert Bridges (* 23. Oktober 1844 in Walmer, Kent; † 21. April 1930 in Boar’s Hill, Oxford) war ein englischer Dichter.

## Leben
Robert Bridges entstammte einer Familie, die als sogenannte Yeomen seit dem 16. Jahrhundert beträchtlichen Landbesitz auf der Isle of Thanet bewirtschafteten. Er war das achte Kind von John Thomas Bridges und Harriet Elizabeth Affleck und der vierte Sohn der Familie. Der Vater starb im Alter von 47 Jahren, als Robert neun Jahre alt war. Der Landbesitz wurde gemäß dem Willen des Vaters verkauft. Für Robert bedeutete dies finanzielle Unabhängigkeit, sodass er keinem Brotberuf nachgehen musste.
Bridges besuchte das Eton College, wo er neun Jahre blieb. N. C. Smith hält den Besuch des Eton College, eines elitären Jungeninternats, für wesentlich in der Entwicklung von Bridges: Er entwickelte dort die ästhetische Sensitivität und die mentale Energie, die ihn sein Leben lang auszeichnete. Er wurde unter anderem zum „Captain“ seines Wohnhauses im Internat gewählt. Sein letztes Schuljahr war jedoch auch von religiösem Zweifel geprägt.
Ab dem Jahr 1863 besuchte Bridges die University of Oxford. Dort begann seine Freundschaft mit Gerard Manley Hopkins, dessen Gesammelte Gedichte er 1918 erstmals herausgab. Sehr früh während seiner Oxford-Zeit hatte er sich entschieden, Medizin zu studieren. Sein Ziel war es jedoch nicht, diesen Beruf ein Leben lang auszuüben. Wissensdrang war der wesentliche Antrieb, dass er dieses Studium begann. Von 1869 bis 1882 arbeitete er als Medizinstudent und Arzt in Londoner Krankenhäusern. In dieselbe Zeit fallen Reisen nach Ägypten und Syrien, längere Aufenthalte in den Niederlanden und Frankreich sowie ein mehrmonatiger Aufenthalt in Deutschland, wo er die Sprache lernte. Seine wichtigste Station während seiner Ausbildung zum Arzt war das St Bartholomew’s Hospital Medical College, wo er von 1871 bis 1874 studierte und anschließend mehrere Jahre tätig war. Er arbeitete unter anderem als Notfall-Arzt und hielt 1879 in einem kritischen Bericht für die Annalen des Krankenhauses fest, dass er in seiner Funktion innerhalb des Jahres 1878 30.940 Patienten gesehen habe und zwischen einer und 28 Minuten pro Patient Zeit gehabt habe, sie zu behandeln. 1881 gab er nach einer schweren Erkrankung den Arztberuf auf. Die Rekonvaleszenz zog sich über 18 Monate hin, während deren er eine Zeitlang in Italien lebte. Zurückgekehrt zog er sich zunächst nach Yattendon, Berkshire, dann in Boar’s Hill zurück.
Bridges heiratete 1884 Mary Monica Waterhouse, die Tochter des benachbarten Architekten Alfred Waterhouse. Aus der Ehe gingen ein Sohn und zwei Töchter hervor, darunter Elizabeth Daryush, die ebenfalls als Dichterin bekannt wurde. Er verbrachte den Rest seines Lebens in häuslicher Abgeschiedenheit. Dort widmete er sich der Poesie, der Kontemplation und dem Studium der Prosodie. Seinen Ruhm verdankt er vor allem den in Shorter Poems (1890, 1894) veröffentlichten Gedichten. In New Verse (1925) experimentierte er mit einem Versmaß, das vor allem auf Silben beruhte. Dieses verwendete er auch für sein langes philosophisches Gedicht The Testament of Beauty. Bridges war Poet Laureate von 1913 bis zu seinem Tod.

## Werke
- Shorter Poems (1890, 1894)
- New Verse (1925)
- The Testament of Beauty (1929)

## Einzelbelege
1. 1 2 3  Smith: Bridges, Robert in John Sutherland (Hg.): Literary Lives - Intimate Biographies of the Famous by the Famous. S. 41.
2. ↑  Smith: Bridges, Robert in John Sutherland (Hg.): Literary Lives - Intimate Biographies of the Famous by the Famous. S. 40.
3. 1 2 3  Smith: Bridges, Robert in John Sutherland (Hg.): Literary Lives - Intimate Biographies of the Famous by the Famous. S. 42.
4. ↑  Smith: Bridges, Robert in John Sutherland (Hg.): Literary Lives - Intimate Biographies of the Famous by the Famous. S. 43.
5. 1 2  Smith: Bridges, Robert in John Sutherland (Hg.): Literary Lives - Intimate Biographies of the Famous by the Famous. S. 44.

| Personendaten    | Personendaten           |
| ---------------- | ----------------------- |
| NAME             | Bridges, Robert         |
| ALTERNATIVNAMEN  | Bridges, Robert Seymour |
| KURZBESCHREIBUNG | englischer Dichter      |
| GEBURTSDATUM     | 23. Oktober 1844        |
| GEBURTSORT       | Walmer, Kent            |
| STERBEDATUM      | 21. April 1930          |
| STERBEORT        | Boar’s Hill, Oxford     |